# Nicole Vaidišová
Nicole Vaidišová (* 23. April 1989 in Nürnberg) ist eine ehemalige tschechische Tennisspielerin.

## Karriere
Die in Nürnberg geborene Tschechin begann im Alter von sechs Jahren unter Anleitung ihrer Mutter mit dem Tennisspielen. Ihr Trainer wurde Stiefvater Alex Kodat. Sie wechselte später an die Tennis Academy zu Nick Bollettieri und spielte mit 14 Jahren bereits auf der WTA Tour. Bei ihrem ersten Titelgewinn in Vancouver war Vaidišová mit 15 Jahren, 3 Monaten und 27 Tagen die sechstjüngste Turniersiegerin der Tour-Geschichte. Ihr zweiter Turniersieg gelang ihr im Oktober in Taschkent. Sie beendete ihre erste Profisaison mit einer Bilanz von 31 Siegen und acht Niederlagen, auch dank ihrer beiden Titel, auf Platz 77 der WTA-Weltrangliste.
2005 setzte sie ihren Aufstieg fort. Vaidišová gewann zum Jahresende nacheinander die Turniere in Seoul, Tokio und Bangkok. Die 16-Jährige blieb 18 Begegnungen in Serie ungeschlagen und stand nach ihrem zweiten Jahr auf der Tour auf Platz 15 der Weltrangliste. Bei ihrem fünften Turniersieg war Vaidišová die sechste Spielerin in der Tennisgeschichte, der dies als 16-Jähriger gelungen war. Die anderen Spielerinnen dieser Reihe, darunter vier spätere Weltranglistenerste, sind Tracy Austin, Andrea Jaeger, Monica Seles, Jennifer Capriati und Martina Hingis.
2006 gelang Vaidišová nach ihrem Achtelfinaleinzug bei den Australian Open dann sogar der Einzug ins Halbfinale der French Open. Auf dem Weg dorthin besiegte sie die topgesetzte Weltranglistenerste Amélie Mauresmo sowie Venus Williams. Im Halbfinale unterlag sie nur knapp Swetlana Kusnezowa; Vaidišová servierte beim Stand von 7:5, 6:5 zum Matchgewinn, verlor aber den zweiten Satz noch 6:7 und den dritten dann mit 2:6.
2007 erreichte sie bei den Australian Open trotz einer Zehenverletzung bereits zum zweiten Mal das Halbfinale eines Grand-Slam-Turniers – sie unterlag Serena Williams mit 6:7 und 4:6. Bei den French Open kam sie 2007 bis ins Viertelfinale, in dem sie Jelena Janković unterlag. 2009 gewann Vaidišová nur elf ihrer 28 Partien und fiel in der Weltrangliste weit zurück. Ab Juni gewann sie bei WTA-Turnieren kein einziges Match mehr. Sie reiste dann 2010 auch nicht zu den Australian Open, sondern startete bei einem ITF-Turnier in Lutz in die Saison. Sogar dort verlor sie in Runde eins gegen die  Nummer 230 der Welt, Christina McHale.
Mitte März 2010 erklärte die 20-Jährige daraufhin ihren Rücktritt. Sie begründete ihre Entscheidung mit fehlender Motivation. Die ehemalige Nummer 7 der Welt gewann in ihrer bis dahin äußerst kurzen Laufbahn über 2,7 Mio. US-Dollar allein an Preisgeld. Außerdem spielte sie zwischen 2005 und 2008 14 Partien für die tschechische Fed-Cup-Mannschaft, bei denen sie 12-mal als Siegerin vom Platz ging.
Mitte September 2014 kehrte sie jedoch auf den ITF Circuit zurück. Sie erhielt für das $75.000-Turnier in Albuquerque eine Wildcard und gewann ihre Erstrundenpartie gegen Sessil Karatantschewa mit 6:3 und 6:4. In der Saison 2015 kletterte sie in der Weltrangliste wieder bis auf Platz 258. Am 20. Juli 2016 beendete sie endgültig ihre Karriere.
Vaidišová ist Halbschwester des US-amerikanischen Tennisspielers Toby Kodat.

## Erfolge

### Einzel

#### Turniersiege
| Nr. | Datum            | Turnier   | Kategorie    | Belag     | Finalgegnerin    | Ergebnis          |
| --- | ---------------- | --------- | ------------ | --------- | ---------------- | ----------------- |
| 1.  | 15. August 2004  | Vancouver | WTA Tier V   | Hartplatz | Laura Granville  | 2:6, 6:4, 6:2     |
| 2.  | 17. Oktober 2004 | Taschkent | WTA Tier IV  | Hartplatz | Virginie Razzano | 5:7, 6:3, 6:2     |
| 3.  | 2. Oktober 2005  | Seoul     | WTA Tier IV  | Hartplatz | Jelena Janković  | 7:5, 6:3          |
| 4.  | 9. Oktober 2005  | Tokio     | WTA Tier III | Hartplatz | Tatiana Golovin  | 7:64, 3:2 Aufgabe |
| 5.  | 16. Oktober 2005 | Bangkok   | WTA Tier III | Hartplatz | Nadja Petrowa    | 6:1, 6:75, 7:5    |
| 6.  | 27. Mai 2006     | Straßburg | WTA Tier III | Sand      | Peng Shuai       | 7:67, 6:3         |

#### Finalteilnahmen
| Nr. | Datum        | Turnier  | Kategorie    | Belag | Turniersiegerin | Ergebnis |
| --- | ------------ | -------- | ------------ | ----- | --------------- | -------- |
| 1.  | 21. Mai 2005 | Istanbul | WTA Tier III | Sand  | Venus Williams  | 3:6, 2:6 |

## Abschneiden bei Grand-Slam-Turnieren

### Einzel
| Turnier         | 2004 | 2005 | 2006 | 2007 | 2008 | 2009 | Karriere |
| --------------- | ---- | ---- | ---- | ---- | ---- | ---- | -------- |
| Australian Open | —    | 1    | AF   | HF   | AF   | 1    | HF       |
| French Open     | —    | 2    | HF   | VF   | 1    | 1    | HF       |
| Wimbledon       | —    | 3    | AF   | VF   | VF   | 1    | VF       |
| US Open         | 1    | AF   | 3    | 3    | 2    | —    | AF       |

### Doppel
| Turnier         | 2004 | 2005 | 2006 | 2007 | 2008 | 2009 | Karriere |
| --------------- | ---- | ---- | ---- | ---- | ---- | ---- | -------- |
| Australian Open | —    | —    | 1    | 1    | AF   | —    | AF       |
| French Open     | —    | —    | 1    | —    | —    | 1    | 1        |
| Wimbledon       | —    | 1    | 2    | 2    | —    | 1    | 2        |
| US Open         | —    | 1    | —    | —    | —    | —    | 1        |

## Privates
Nicole Vaidišová heiratete im Juli 2010 den tschechischen Tennisprofi Radek Štěpánek. Das Paar trennte sich im Juni 2013. Am 25. Mai 2018 heirateten sie ein zweites Mal, am 6. Juli wurde die gemeinsame Tochter Stella geboren.